# 孙昌墓
孙昌墓，位于中国广东省中山市南朗镇翠亨村犁头山，为孙中山长兄孙眉之子孙昌的墓地，建于1933年，占地面积约800平方米。2000年11月，列入中山市文物保护单位。2010年5月，列入广东省文物保护单位。